# Чарлз Монтагю
Чарлз Монтагю (на английски: Charles Montagu), първи граф на Халифакс, е английски политик и поет.

## Биография
Чарлз Монтагю е роден през 1661 г. в Хортън, Нортхамптъншър, в семейството на Джордж Монтагю, пети син на графа на Манчестър Хенри Монтагю. Учи в Итънския колеж, където се сприятелява с Джордж Степни. През 1682 г. Монтагю и Степни се преместват в Тринити Колидж в Кеймбриджкия университет, където се запознават с Исак Нютон. По-късно Монтагю помага на Нютон да заеме поста Магистър на монетния двор.
През 1685 г. стиховете на Монтагю, посветени на смъртта на Чарлз II, привличат вниманието на Чарлз Саквил и той се премества в Лондон, където се занимава с литературна и политическа дейност. През 1691 г. става член на Камарата на представителите, а след това член на Тайния съвет на крал Уилям III. През 1694 г. е назначен за канцлер на хазната, като на този пост провежда успешно замяната на монетите в обращение. През 1706 предлага закона за унията между Англия и Шотландия и участва активно в преговорите, довели до създаването на Великобритания.
|  | Тази страница частично или изцяло представлява превод на страницата Charles Montagu, 1st Earl of Halifax в Уикипедия на английски. Оригиналният текст, както и този превод, са защитени от Лиценза „Криейтив Комънс – Признание – Споделяне на споделеното“, а за съдържание, създадено преди юни 2009 година – от Лиценза за свободна документация на ГНУ. Прегледайте историята на редакциите на оригиналната страница, както и на преводната страница, за да видите списъка на съавторите. ВАЖНО: Този шаблон се отнася единствено до авторските права върху съдържанието на статията. Добавянето му не отменя изискването да се посочват конкретни източници на твърденията, които да бъдат благонадеждни. |